# Allahkaram Esteki
Allahkaram Esteki (Isfahán, 19 de marzo de 1988) es un jugador de balonmano iraní que juega de central en el Ángel Ximénez Puente Genil de la Liga Asobal. Es internacional con la selección de balonmano de Irán.
Con la selección disputó el Campeonato Mundial de Balonmano Masculino de 2015. Es hermano del también jugador de balonmano Sajjad Esteki.

## Palmarés

### Sepahan
- Liga de Irán de balonmano (3): 2006, 2007, 2008

### Montpellier
- Copa de Francia de balonmano (1): 2016
- Copa de la Liga de balonmano (1): 2016

### Dinamo Bucarest
- Liga Națională (2): 2017, 2018
- Copa de Rumania de balonmano (1): 2017

## Clubes
- Sepahan (2005-2015)
- Montpellier HB (2015-2016)
- Lekhwiya SC (2016)
- CS Dinamo București (2016-2018)
- CSM București (2018-2020)
- Ángel Ximénez Puente Genil (2020- )[2]